# Angelín Figueroa
Angelín Figueroa (* 14. Juli 1994) ist eine puerto-ricanische Leichtathletin, die sich auf den Mittelstreckenlauf spezialisiert.

## Sportliche Laufbahn
Erste internationale Erfahrungen sammelte Angelín Figueroa im Jahr 2016, als sie bei den U23-NACAC-Meisterschaften in San Salvador in 18:36,88 min die Silbermedaille im 5000-Meter-Lauf hinter der US-Amerikanerin Lauren La Rocco gewann und über 1500 Meter in 4:36,20 min den fünften Platz belegte. 2018 gewann sie bei den Zentralamerika- und Karibikspielen in Barranquilla in 4:22,52 min die Silbermedaille im 1500-Meter-Lauf hinter der Kubanerin Rose Mary Almanza und anschließend belegte sie bei den NACAC-Meisterschaften in Toronto in 4:33,15 min den sechsten Platz. Daraufhin gelangte sie beim IAAF Continental Cup mit 4:33,88 min auf den achten Platz für den Nordamerikanischen Leichtathletikverband. Im Jahr darauf wurde sie bei den Panamerikanischen Spielen in Lima in 4:25,28 min Elfte und 2022 belegte sie bei den NACAC-Meisterschaften in Freeport in 4:17,68 min den sechsten Platz. 2023 erreichte sie dann bei den Zentralamerika- und Karibikspielen in San Salvador mit 4:24,86 min Rang fünf. 
In den Jahren 2012 und 2013 sowie 2015, 2019 und 2021 und 2023 wurde Figueroa puerto-ricanische Meisterin im 1500-Meter-Lauf.

## Persönliche Bestleistungen
- 1500 Meter: 4:15,57 min, 1. Juni 2019 in Nashville
- Meile: 4:45,55 min, 9. Juli 2022 in Philadelphia
- 5000 Meter: 16:33,64 min, 10. Juni 2022 in Portland